# ماري لي وودز
ماري لي وودز (بالإنجليزية: Mary Lee Woods)‏ (و. 1924 – 2017 م) هي رياضياتية، وعَالِمَة حاسوب"Mary Lee Berners-Lee obituary". مؤرشف من الأصل في 2019-03-30. اطلع عليه بتاريخ 2018-01-24. من المملكة المتحدة، والمملكة المتحدة لبريطانيا العظمى وأيرلندا، ولدت في برمينغهام، توفيت عن عمر يناهز 93 عاماً.

## التعليم
تعلمت في جامعة برمنغهام.